# Warner Nickerson
Warner Nickerson (* 31. Juli 1981 in Gilford, New Hampshire) ist ein ehemaliger US-amerikanischer Skirennläufer. Seine stärksten Disziplinen waren der Riesenslalom und der Slalom.

## Biografie
Nickerson bestritt 1998 seine ersten FIS-Rennen. In der Saison 2000/2001 startet er auch im Nor-Am Cup, danach kam er aber erst wieder ab dem Winter 2003/2004 in dieser nordamerikanischen Rennserie zum Einsatz. In der Saison 2004/2005 erreichte Nickerson, der zu dieser Zeit Student am Colby College in Waterville, Maine war, seine ersten Top-10-Platzierungen im Nor-Am Cup. Bei der Universiade 2005 im österreichischen Innsbruck gewann er die Silbermedaille im Riesenslalom. In Slalom, Super-G und Abfahrt kam er ebenfalls unter die besten zehn.
Im Dezember 2005 und 2006 nahm Nickerson erstmals an Weltcuprennen teil, gewann dabei aber noch keine Punkte. Weitere Weltcupstarts folgten erst drei Jahre später. Im Nor-Am Cup konnte er seine Ergebnisse weiter verbessern. Nach sechs Top-10-Platzierungen in der Saison 2005/2006, stand er am 2. Januar 2007 als Dritter des Riesenslaloms von Sunday River zum ersten Mal auf dem Podium. Drei Tage später folgte im Slalom der erste Sieg. Ein Jahr danach feierte er ebenfalls in Sunday River, diesmal aber im Riesenslalom, seinen zweiten Sieg im Nor-Am Cup. Sehr beständig präsentierte er sich in der Saison 2008/2009. Zwar stand er nur einmal, als Zweiter des Riesenslaloms von Panorama auf dem Podest, doch mit insgesamt elf Top-10-Ergebnissen erreichte er den fünften Platz in der Gesamtwertung und wie schon im Vorjahr den dritten Platz im Riesenslalomklassement.
Im Winter 2009/2010 konnte er dann auch wieder in drei Riesenslaloms im Weltcup starten, schaffte es dabei aber nie bis in den zweiten Durchgang der besten 30. Dies gelang ihm erstmals am 5. Dezember 2010 im Riesenslalom von Beaver Creek, als er mit Rang 24 seine ersten Weltcuppunkte gewann. Nach einem weiteren Punktegewinn als 26. im Riesenslalom von Hinterstoder startete er auch bei den Weltmeisterschaften 2011 in Garmisch-Partenkirchen, wo er den 35. Platz belegte.

## Erfolge

### Weltmeisterschaften
- Garmisch-Partenkirchen 2011: 35. Riesenslalom

### Weltcup
- 2 Platzierungen unter den besten 30

### Nor-Am Cup
- Saison 2005/2006: 10. Riesenslalomwertung
- Saison 2006/2007: 4. Slalomwertung, 6. Riesenslalomwertung
- Saison 2007/2008: 3. Riesenslalomwertung
- Saison 2008/2009: 5. Gesamtwertung, 3. Riesenslalomwertung
- Saison 2009/2010: 9. Riesenslalomwertung
- 5 Podestplätze, davon 2 Siege:

| Datum          | Ort          | Land | Disziplin    |
| -------------- | ------------ | ---- | ------------ |
| 5. Januar 2007 | Sunday River | USA  | Slalom       |
| 3. Januar 2008 | Sunday River | USA  | Riesenslalom |

### Weitere Erfolge
- Silbermedaille im Riesenslalom bei der Universiade 2005
- 2 Siege im Australia New Zealand Cup
- 1 Sieg im South American Cup
- 29 Siege in FIS-Rennen